# 1507 Vaasa
1507 Vaasa este un asteroid din centura principală, descoperit pe 12 septembrie 1939, de Liisi Oterma.